# Уилсон, Крейг
Крейг Ма́ртин Уи́лсон (англ. Craig Martin Wilson; 5 февраля 1957, Бивилл, Техас, США) — американский ватерполист, двукратный серебряный призёр летних Олимпийских игр, выступавший на позиции голкипера, двукратный чемпион Панамериканских игр, обладатель Кубка мира 1991 года. Сыграл 211 матчей за сборную США.

## Спортивная биография
Крейг Уилсон родился в 1957 году в Бивилле, Техас. В 4 года Уилсон с семьей переехал в Калифорнию. Первоначально Крейг занимался бейсболом и даже успел стать чемпионом детской лиги. В 11 лет Уилсон начал заниматься плаванием, специализируясь в плавании на спине, а спустя два года перешёл в водное поло. После окончания школы Дэвиса Крейг поступил в Калифорнийский университет в Санта-Барбаре, в составе которого стал победителем студенческого чемпионата США, а также был включён в символическую сборную чемпионата. В составе студенческой сборной США Уилсон стал серебряным призёром летней Универсиады 1981 года. В 1981 и 1982 годах он стал победителем чемпионата США в открытом бассейне с клубом «Индастри-Хиллс».
С 1981 года Уилсон стал выступать за национальную сборную США. Первым крупным успехом на международном уровне для Крейга стало золото Панамериканских игр 1983 года в Каракасе. В 1984 году Уилсон принял участие в летних Олимпийских играх 1984 года в Лос-Анджелесе. Американская сборная вышла в финальный раунд, где лишь по разнице мячей уступила сборной Югославии и заняла второе место, а сам Уилсон провёл на турнире все 7 матчей.
В 1986 году Уилсон принял участие в первых Играх доброй воли. Американская сборная вышла в финал турнира, но там уступили сборной СССР. В том же году американская сборная стала 4-й на чемпионате мира в Мадриде. Спустя год Уилсон вновь стал победителем Панамериканских игр.
На летних Олимпийских играх 1988 года американская сборная вновь дошла до финала, где снова уступила непобедимой на тот момент сборной Югославии 7:9, а Уилсон вновь провёл все 7 матчей, став лидером турнира по количеству сейвов (68). На Панамериканских играх 1991 года американская сборная дошла до финала, где уступила хозяевам турнира кубинцам со счётом 5:8. В том же году американцами был завоёван Кубок мира, в финале были повержены югославы со счётом 7:5.
На летних Олимпийских играх 1992 года Уилсон обновил рекорд по количеству сейвов, совершив 88 отбиваний с эффективностью 70%, при том, что у остальных вратарей эффективность не достигала и 60%. Однако, несмотря на потрясающую игру Уилсона, сборная США не смогла повторить результат предыдущих игр и заняла лишь 5-е место.
В конце карьеры Уилсон два года провёл в итальянском чемпионате за сицилийский клуб «Ортиджа», став всего вторым американцем в истории, который играл в Италии, и сезон провёл в испанской «Барселоне».
После окончания карьеры Уилсон работал помощником тренера команды Университета штата Калифорния во Фресно, стал автором нескольких книг для ватерпольных вратарей:
- Guide to Waterpolo goalkeeping (1995)